# Кандат, Орест Оскарович
Орест (Орест-Вальтер) Оскарович Кандат (24 февраля 1908 — 24 апреля 1972) — советский джазовый музыкант (банджист, альт-саксофонист, кларнетист), аранжировщик, бэнд-лидер.

## Биография
Родился 24 февраля 1908 года в Вене в семье гастролирующих музыкантов.
Учился в Риге в немецкой школе, после переезда семьи в Петроград в 1917 году продолжил учёбу в Петришуле.
В 1918—1920 годах вместе с сотнями петроградских детей совершил кругосветное путешествие на японском судне «Йомей-Мару». В 1920 году учился в школе на острове Русский близ Владивостока, в «Петроградской детской колонии» под опекой Американского Красного креста.
Рано увлёкся джазом. Самостоятельно освоил банджо, потом — саксофон-альт, играл в «Джаз-капелле» Георгия Ландсберга. В 1930 году пришёл в оркестр Леонида Утёсова, в котором проработал 25 лет. Приобретал пластинки Дюка Эллингтона в 1935—1936 годах в магазинах «Торгсина». По семейным обстоятельствам в 1955 году вернулся в Ленинград и организовал джазовый октет при Ленконцерте.
В основном его ансамбль выступал на студенческих вечерах в Политехе и в Первом медицинском институте, а также принимал участие в проводимых закрытых джазовых концертах в клубе при фабрике «Канат».
С 1963 по 1967 годы Орест Оскарович вёл лекторий «Поговорим о гитаре, джазе, хорошем вкусе» для старшеклассников в 47-й школе им. К. Д. Ушинского. В 1965 году он создал джаз-ансамбль специально для Балтийского морского пароходства, ходил в круизы на пассажирском теплоходе «Александр Пушкин» в Монреаль.
В 1966 году, после образования джаз-клуба Октябрьского района при ДК им. «Первой Пятилетки», Орест Кандат дал согласие стать почётным председателем этого клуба. Свой 60-летний юбилей Орест Оскарович отметил в джаз-клубе «Камертон» в ДК им. «Первой Пятилетки» (был отпразднован 24 февраля 1968 года).
Умер в 1972 году в Ленинграде, похоронен на Северном кладбище.
- Сын — Кирилл Кандат.
- Дочь — Ирина Кандат.
- Внук: Глеб Кириллович Кандат (род. 12.02.1978).